# Francisco Terán Morales
Francisco Terán Morales (Jerez de la Frontera, 1863 - Madrid, c. 1931) va ser un enginyer de camins i polític espanyol.

## Biografia
Des de 1885 a 1900 va ser enginyer subaltern en Huelva, on va contreure matrimoni amb Antonia Galindo Andújar, amb la qual va tenir 6 fills. De Huelva va passar a Ciudad Real on va passar tres anys com a Cap de la Divisió dels treballs hidràulics que es feien en la conca del riu Guadiana.
Coneixedor del panorama hídric i hidràulic espanyol, així com de les comunicacions per ferrocarril, va ser nomenat Enginyer Cap de ferrocarrils de la província de Madrid en 1909. Va ser Director d'Enginyeria de la companyia Companyia dels Ferrocarrils de Madrid a Saragossa i a Alacant en 1918. En 1919 va ser President de l'Institut d'Enginyers Civils i mesos després Ministre de Proveïments sota el govern de Manuel Allendesalazar Muñoz.
Va escriure un drama en vers titulat Leyes contradictorias. Va morir als 68 anys, allunyat de la política, com a Sotsdirector General de M.Z.A. És autor de nombrosos estudis i articles, publicats en revistes especialitzades.